# کالوری (جورجیا)
کالوری (به انگلیسی: Calvary) یک منطقهٔ مسکونی در ایالات متحده آمریکا است که در جورجیا واقع شده‌است. کالوری ۴٫۰۷ کیلومتر مربع مساحت و ۱۶۱ نفر جمعیت دارد و ۷۹٫۲۵ متر بالاتر از سطح دریا واقع شده‌است.